# 卵黃囊
卵黃囊（英語：yolk sac）是一個連結在胚胎上、由胚胎盤附近的下胚層細胞所組成的膜狀囊。這個構造也在胚胎學的術語中被稱為臍帶囊（拉丁語：vesicula umbilicalis），儘管卵黃囊是比較被廣泛熟知的名稱。卵黃囊提供了胚胎發育早期的所需的血液供應，並且在發育四週後併入原腸中存在。